# Umberto Magnani
Umberto Magnani Netto (Santa Cruz do Rio Pardo, 25 de abril de 1941 – Rio de Janeiro, 27 de abril de 2016) foi um ator e produtor brasileiro. Teve extensa trajetória no teatro, televisão e cinema. Muito premiado, ele marcou a dramaturgia nacional como intérprete e, também, como produtor de espetáculos consagrados. 
Umberto teve intensa atividade como professor e nas áreas administrativas e até política ligadas ao setor. Ele foi diretor da Associação dos Produtores de Espetáculos Teatrais do Estado de São Paulo (APETESP), entre os anos de 1972 e 1988; diretor regional em São Paulo da Fundação Nacional de Artes Cênicas (Fundacen), do Ministério da Cultura de 1977 a 1990; presidente da Comissão de Teatro da Secretaria de Estado da Cultura de São Paulo, em 1985; membro da Comissão de Reconhecimento dos Cursos de Artes Cênicas em São Paulo do Ministério da Educação (MEC), em 1987 e 1988; membro do Conselho Diretor do Laboratório Cênico de Campinas, da Prefeitura Municipal de Campinas em 1988 e 1989; coordenador das oficinas de Teatro Comunitário do Programa Universidade Solidária de 1996 e 1999. Foi Secretário da Cultura e Turismo em Santa Cruz do Rio Pardo, São Paulo, nos anos de 2001 e 2002.
Entre os prêmios que ganhou, está o Troféu Mambembe e o Prêmio Molière de melhor ator em 1981, por sua atuação no espetáculo Lua de Cetim. Em 1988, recebeu o Troféu Mambembe e o Prêmio Governador do Estado de melhor ator em Às Margens do Ipiranga. Levou também o Prêmio Governador do Estado de melhor ator em 1989 pela peça Nossa Cidade.

## Biografia
Nasceu em Santa Cruz do Rio Pardo, no interior de São Paulo. A família tem origem italiana, o pai era alfaiate. Aos 13 anos, começou a trabalhar como locutor de um programa infantil no rádio. O ator era casado com a atriz Cecília Maciel Magnani e tiveram três filhos: Ana Júlia, Beto (ator) e Graciana (atriz). Umberto começou sua carreira ao se formar como ator na Escola de Arte Dramática (EAD), em São Paulo, na década de 1960, e trabalhou produzindo, dirigindo e atuando em peças de teatro.

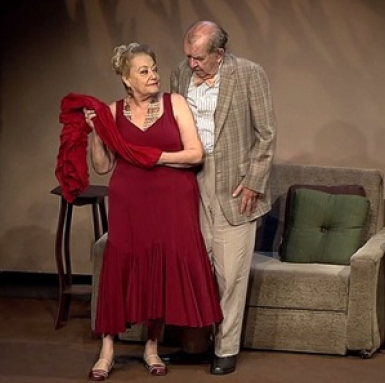
Umberto Magnani e Suely Franco na peça Elza e Fred.

Em 1968, entrou para o Teatro de Arena substituindo Antonio Fagundes na peça Primeira Feira Paulista de Opinião, de Lauro César Muniz. Atuou nas peças Frank V (1973), Concerto nº 1 para Piano e Orquestra (1976) e destacou-se como ator em 1977, em O Santo Inquérito, de Dias Gomes. Sua primeira produção nos palcos foi a peça Palhaços, em 1971. Em muitos de seus espetáculos como intérprete, atuou também como produtor. É o caso de Mocinhos Bandidos (1979), Lua de Cetim (1981), Cabeça e Corpo (1983), Louco Circo do Desejo (1985) e O Jogo (1994). Em 1996, ao lado do filho, Beto Magnani, Umberto atuou no espetáculo Avesso. Em 2014, participou da montagem da peça Elza e Fred, com Suely Franco. No cinema, Umberto atuou em Quanto Vale Ou É Por Quilo? (2005), Cristina Quer Casar (2003), Cronicamente Inviável (2000), Kuarup (1989), A Hora da Estrela (1985), entre outros.
Estreou na televisão em 1973, interpretando o personagem Zé Luis na primeira versão da novela Mulheres de Areia, na extinta TV Tupi. Na Globo, ele participou de consagradas novelas, como Felicidade (1991), História de Amor (1996), Por Amor (1997), Laços de Família (2000), Mulheres Apaixonadas (2003), Cabocla (2004), Alma Gêmea (2005) e Páginas da Vida (2006). Também participou de minisséries como Presença de Anita (2001) e do seriado Sandy & Júnior (1999). Na Rede Record atuou nas novelas Chamas da Vida (2008), Ribeirão do Tempo (2010), Máscaras (2012) e Balacobaco (2012). O seu último trabalho na Record foi na elogiada série Conselho Tutelar (2015). Em 2016, após 10 anos na Rede Record, retorna à Globo para atuar na novela Velho Chico.
No dia 25 de abril de 2016, Umberto Magnani foi afastado da novela Velho Chico e substituído pelo ator Carlos Vereza após sofrer um AVE (acidente vascular encefálico), na trama ele era o personagem Padre Romão e seu personagem virou padre emérito. No mesmo dia, ele comemorava o aniversário de 75 anos. O ator foi submetido a uma cirurgia na madrugada do dia 26 para o dia 27 de abril de 2016, mas não resistiu e morreu dois dias depois. Seu corpo foi velado no centro cultural batizado com seu nome, em sua cidade natal, sendo sepultado no cemitério municipal. Sua esposa Cecília faleceu cerca de 6 meses depois, no dia 8 de novembro, devido à complicações provocadas por uma pneumonia.

## Teatro[9]
| Ano  | Título                                              |
| ---- | --------------------------------------------------- |
| 2014 | Elza e Fred                                         |
| 2007 | Loucos por Amor                                     |
| 2002 | Uma Vida no Teatro                                  |
| 1999 | Honra                                               |
| 1996 | Tempo de Namoro                                     |
| 1996 | Dilema de Amor                                      |
| 1996 | Avesso                                              |
| 1994 | O Jogo                                              |
| 1994 | Tartufo                                             |
| 1994 | Fragmentos e Canções                                |
| 1993 | O Juramento                                         |
| 1993 | A Guerra Santa                                      |
| 1991 | Barbosinha Futebó Crubi - Uma História de Adonirans |
| 1989 | Nossa Cidade                                        |
| 1989 | Jesus Homem                                         |
| 1988 | Às Margens do Ipiranga                              |
| 1985 | Louco Circo do Desejo                               |
| 1984 | Um Tiro no Coração                                  |
| 1983 | Cabeça e Corpo                                      |
| 1981 | Lua de Cetim                                        |
| 1980 | Sérgio Cardoso em Prosa e Verso                     |
| 1979 | Mocinhos Bandidos                                   |
| 1977 | O Santo Inquérito                                   |
| 1976 | Concerto nº 1 para Piano e Orquestra                |
| 1975 | Reveillon                                           |
| 1974 | Um Homem Chamado Shakespeare                        |
| 1973 | Frank V                                             |
| 1973 | O Carrasco do Sol                                   |
| 1972 | A Capital Federal                                   |
| 1971 | Palhaços                                            |
| 1970 | Cidade Assassinada                                  |
| 1970 | Língua Presa                                        |
| 1970 | Olho Vivo                                           |
| 1970 | Macbeth                                             |
| 1969 | Morte e Vida Severina                               |
| 1969 | Língua Presa e Olho Vivo                            |
| 1968 | Primeira Feira Paulista de Opinião                  |
| 1968 | A Sonata dos Espectros                              |
| 1968 | Macbird                                             |
| 1968 | Este Ovo É um Galo                                  |
| 1967 | O Burguês Fidalgo                                   |
| 1967 | Paiol Velho                                         |
| 1967 | Joana d'Arc Entre as Chamas                         |
| 1966 | O Veredicto                                         |
| 1966 | Guerra do Cansa-Cavalo                              |
| 1966 | Somos Todos do Jardim da Infância                   |
| 1965 | Caiu o Mistério                                     |
| 1965 | Auto da Alma                                        |
| 1965 | O Velho da Horta                                    |
| 1965 | A Falecida                                          |
| 1965 | Na Vila de Vitória                                  |

## Filmografia

### Televisão
| Ano  | Título                      | Personagem                   | Notas                                   |
| ---- | --------------------------- | ---------------------------- | --------------------------------------- |
| 2017 | A Grande Viagem             | Mário                        | Lançamento póstumo                      |
| 2016 | Velho Chico                 | Padre Romão                  |                                         |
| 2016 | Conselho Tutelar            | Juca                         | Episódio: "Pequenas e Grandes Vitórias" |
| 2015 | Milagres de Jesus           | Timeu                        | Episódio: "O Cego de Jericó"            |
| 2012 | Balacobaco                  | Genivaldo Aragão             |                                         |
| 2012 | Máscaras                    | Administrador Jeremias       |                                         |
| 2010 | Ribeirão do Tempo           | Delegado Luis Ajuricaba      |                                         |
| 2008 | Chamas da Vida              | Dionísio Cardoso de Oliveira |                                         |
| 2007 | Amigas e Rivais             | Pedro Gonçalves              |                                         |
| 2006 | Páginas da Vida             | José Ribeiro (Zé)            |                                         |
| 2005 | Alma Gêmea                  | Elias                        |                                         |
| 2004 | Cabocla                     | Coronel Chico Bento          |                                         |
| 2003 | Mulheres Apaixonadas        | Argemiro Batista             |                                         |
| 2001 | Presença de Anita           | Eugênio                      |                                         |
| 2000 | Laços de Família            | Eládio                       |                                         |
| 1999 | Sandy & Junior              | Otacílio                     |                                         |
| 1997 | Por Amor                    | Antenor Andrade              |                                         |
| 1996 | História de Amor            | Mauro Moretti                |                                         |
| 1996 | Você Decide                 | —                            | Episódio: "Dilema do Amor"              |
| 1994 | Éramos Seis                 | Alonso                       |                                         |
| 1993 | Você Decide                 | Padre                        | Episódio: "O Juramento"                 |
| 1991 | Felicidade                  | Ataxerxes                    |                                         |
| 1991 | Ilha das Bruxas             | Geraldo Sem Medo             |                                         |
| 1991 | Floradas na Serra           | Comerciante italiano         |                                         |
| 1990 | Rosa dos Rumos              | Olegário                     |                                         |
| 1986 | Memórias de um Gigolô       | Bezerra                      |                                         |
| 1985 | Joana                       | Sérgio                       |                                         |
| 1985 | Grande Sertão: Veredas      | Borromeu                     |                                         |
| 1984 | Anarquistas Graças a Deus   | Tio Guerrando                |                                         |
| 1983 | Razão de Viver              | Bruno                        |                                         |
| 1983 | Caso Verdade                | —                            | Episódio: "A Vereadora"                 |
| 1982 | Caso Verdade                | Firmino                      | Episódio: "O Homem do Disco Voador"     |
| 1973 | Mulheres de Areia           | Zé Luis                      |                                         |
| 1973 | Teatro 2                    | Benvindo                     | Episódio: "Palhaços"                    |
| 1970 | As Pupilas do Senhor Reitor | Delegado                     |                                         |
| 1968 | Legião dos Esquecidos       | Padre missionário            |                                         |

### Cinema
| Ano  | Título                      | Personagem       | Notas          |
| ---- | --------------------------- | ---------------- | -------------- |
| 2011 | A Grande Viagem             | Vovô Mário       |                |
| 2009 | Os Inquilinos               | Dimas            |                |
| 2005 | Quanto Vale Ou É Por Quilo? | Figueiras        |                |
| 2003 | Cristina Quer Casar         | —                |                |
| 2002 | Morte                       | Amigo no velório | Curta-metragem |
| 2002 | Rua 6, sem número           | Dimas            |                |
| 2000 | Cronicamente Inviável       | Alfredo          |                |
| 1989 | Kuarup                      | Fontoura         |                |
| 1987 | Fiat Lux                    | Cego             | Curta-metragem |
| 1985 | A Hora da Estrela           | Seu Raimundo     |                |
| 1985 | Jogo Duro                   | —                |                |
| 1976 | Chão Bruto                  | Professor        |                |